# Anthela asterias
Anthela asterias là một loài bướm đêm thuộc họ Anthelidae. Loài này có ở Úc.